# Hexadecano-1,4-lacton
Hexadecano-1,4-lacton (auch Hexadecan-1,4-olid oder γ-Hexadecanolacton) ist eine organische Verbindung aus der Gruppe der Lactone.

## Vorkommen

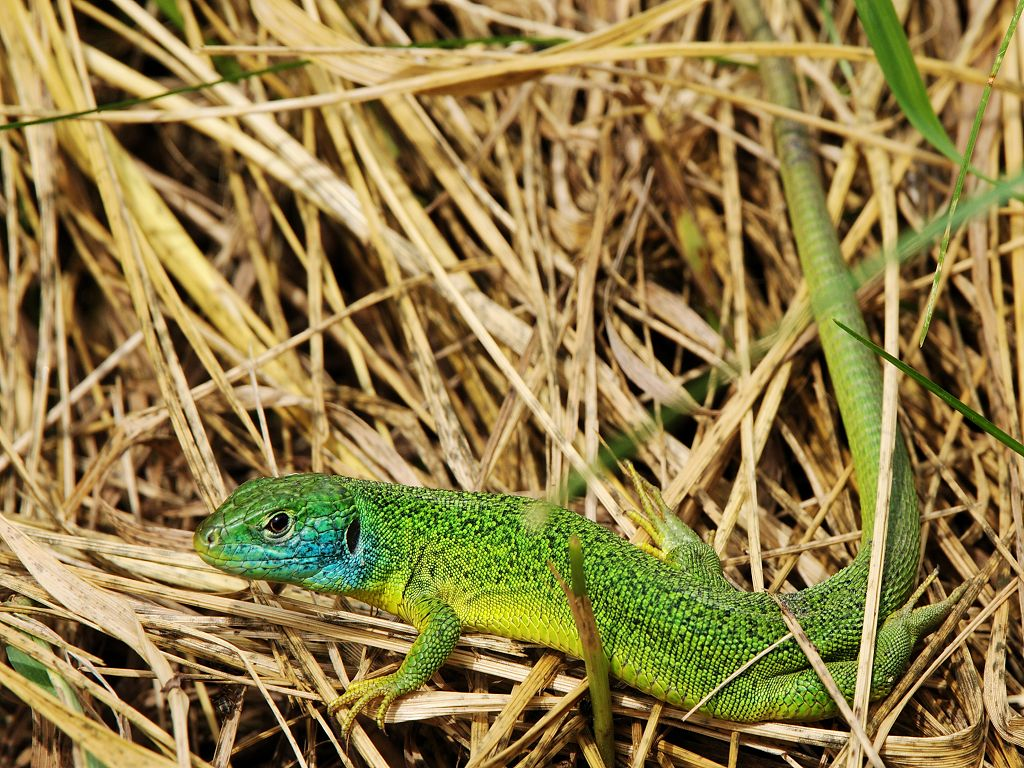
Das Pheromon der östlichen Smaragdeidechse enthält Hexadecano-1,4-lacton

Hexadecano-1,4-lacton kommt in verschiedenen Pheromonen von Reptilienarten vor. Dazu gehören die Iberische Smaragdeidechse, die Iberische Gebirgseidechse, die Spanische Mauereidechse und die Östliche Smaragdeidechse. Die Juwelwespe (Ampulex compressa) befällt Schaben wie die Amerikanische Großschabe (Periplaneta americana), wobei die Larven die Wirtstiere durch Absonderung von antimikrobiellen Wirkstoffen frei von Pathogenen halten. Das Sekret besteht überwiegend aus Mellein, enthält jedoch auch (R)-Hexadecano-1,4-lacton als Nebenkomponente. Hexadecano-1,4-lacton kommt außerdem in verschiedenen Pflanzenteilen der wilden Pastinake (Pastinaca sativa) vor.

## Herstellung
Aus 1-Bromdodecan kann Dodecylmagnesiumbromid hergestellt werden und dieses dann mit Cadmiumchlorid zu Didodecylcadmium umgesetzt werden. Dieses kann mit Methoxycarbonylacetylchlorid zu einem Methylester umgesetzt und durch deren Hydrolyse die 4-Oxohexacansäure erhalten werden. Durch Reduktion mit Natriumamalgam kann die Säure zu Hexadecano-1,4-lacton cyclisiert werden. Die Cyclisierung von Palmitoleinsäure zu Hexadecano-1,4-lacton gelingt mit Silbertriflat in Chlorbenzol.

## Verwendung
Es ist in der EU unter der FL-Nummer 10.048 als Aromastoff für Lebensmittel zugelassen.